# Războiul de Independență al Ucrainei
Războioul de Independență al Ucrainei a fost o serie de conflicte militare dintre forțele Republicii Populare Ucrainene, anarhiștilor ucraineni,  „roșiilor” ruși și ucraineni, Puterilor Centrale (Imperiul German și Austro-Ungaria),  „albilor” ruși și Poloniei pentru controlul asupra teritoriului ucrainean, după Revoluția din Februarie din 1917 din Imperiul Rus. La conflict au participat într-o mai mică măsură forțe din Franța și Regatul României.
Luptele au durat între februarie 1917 și martie 1921 și a dus la împărțirea Ucrainei între Uniunea Sovietică (RSS Ucraineană), Polonia (vestul Ucrainei), si Cehoslovacia (Transcarpatia). Acest război poate fi încadrat în contextul general al războiului civil din Rusia sau poate fi considerat ca parte a fazei finale a Primului Război Mondial.

## Cadru general

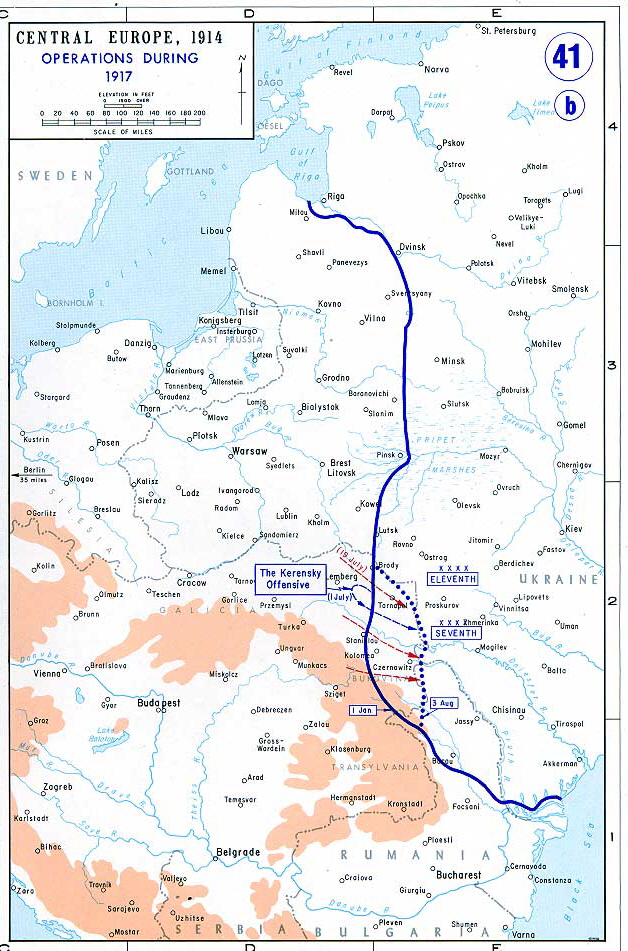
Frontul de răsărit în 1917

În timpul Primului Război Mondial, Ucraina a fost unul dintre principalele teatre de război, unde s-au confruntat forțele Antantei (Imperiul Rus, Regatul României) și ale Puterilor Centrale (Imperiul German și Imperiul Austro-Ungar). În timpul războiului, linia frontului a fluctuat de la est la vest și înapoi spre est, Imperiul Rus ocupând într-un anumit moment, după Ofensiva Brusilov, o bună parte a Volîniei și a Galiției. 
Revoluția din Februarie 1917 a permis numeroaselor grupuri etnice din Imperiul Rus să pretindă o largă autonomie ca și dreptul la autodeterminare. În luna martie a aceluiaș an, a fost proclamată la Kiev Republica Populară Ucraineană, entitate autonomă din cadrul Rusiei, recunoscută de Guvernul Provizoriu Rus, condusă de un parlament – Rada Centrală – dominat de elementele socialiste. Guvernul Provizoriu de la Petrograd, slab și ineficient, a rămas loial Antantei și a dorit continuarea participării la un război profund nepopular, lansând Ofensiva Kerenski în vara anului 1917. Ofensiva s-a dovedit a fi un dezastru total pentru armata rusă. Contraatacul german a produs pierderi uriașe rușilor – provizii, oameni și a redus la cote nemai întâlnite moralul trupei – ceea ce a dus în final la dezintegrarea forțelor armate și a aparatului de stat de la toate nivelurile. Numeroșii soldați și ofițeri dezertori, în particular cei ucraineni, și-au pierdut credința în viitorul imperiului, și au considerat că alternativa supraviețuirii este asigurată numai de Rada Centrală și politica ei de autodeterminare. Nestor Mahno și-a început activitatea sa anarhistă în sudul Ucrainei dezarmând soldații și ofițerii ruși dezertori, în vreme ce în regiunea industrială din răsărit, Bazinul Donețului, au avut loc greve tot mai dese, instigate de sindicaliști bolșevici.

## Ucraina după Revoluția Rusă

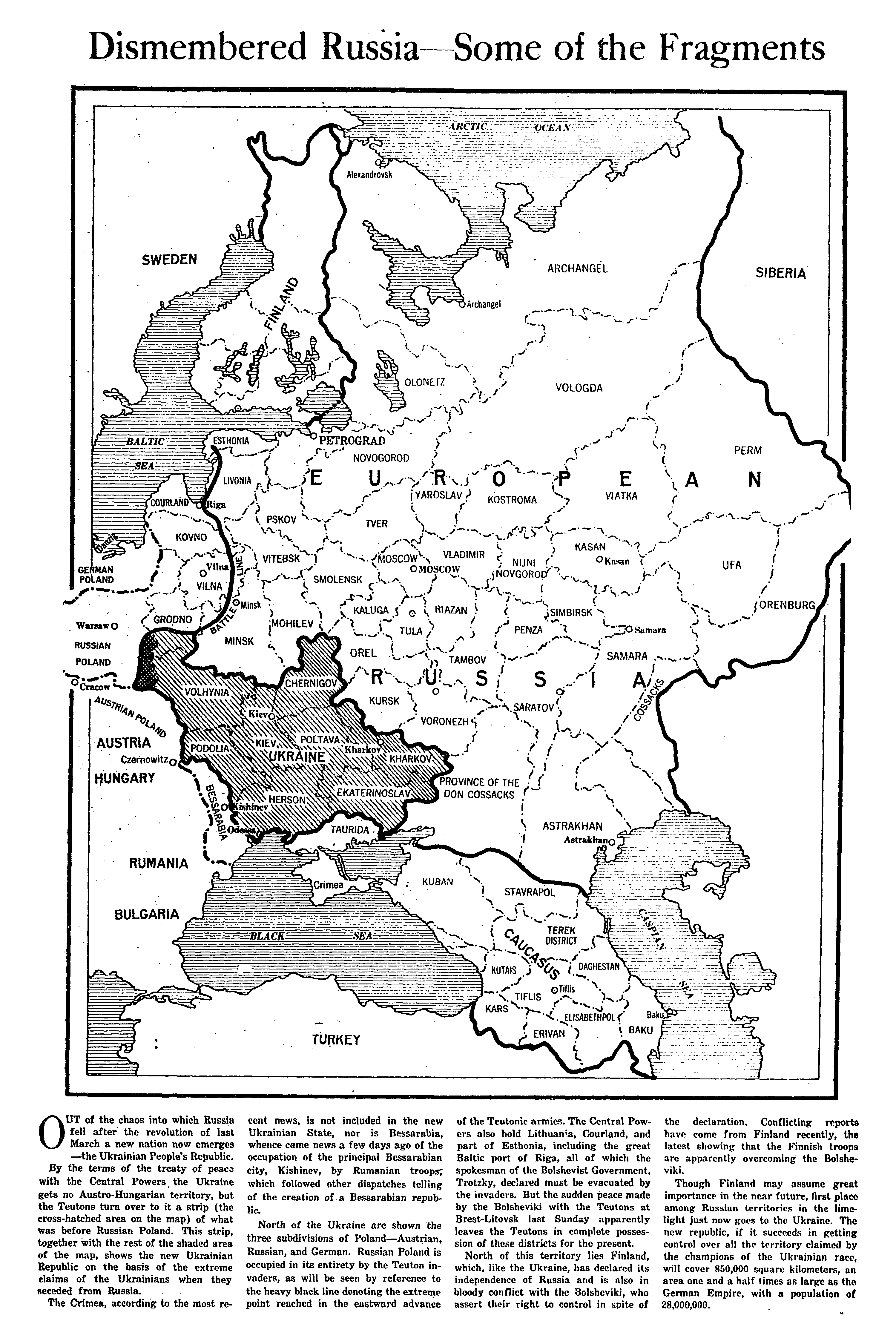
Articol din „The New York Times”, februarie 1918, care prezintă harta teritoriilor fostului Imperiu Rus revendicate de Republica Populară Ucraineană, mai înainte de unirea cu teritoriile fostului Imperiu Austro-Ungar devenite parte a Republicii Populare a Ucrainei Occidentale

Toate acestea au dus la izbucnirea la Petrograd  a Revoluției din Octombrie, revoluție care s-a extins în tot imperiul. Noul guvern bolșevic a refuzat să recunoască existența oricărei puteri executive existente pe teritoriul Rusiei imperiale și, la sfârșitul lunii decembrie 1917, a înființat o „republică” ucraineană rivală, numită la început tot „Republica Populară Ucraineană”, cu capitala la Harkov. Ostilitătile dintre cele două republici ucrainene au izbucnit imediat. Date fiind aceste circumstanțe, Rada a proclamat independența Ucrainei pe 22 iunie 1918 și a rupt toate legăturile cu Rusia.
Republica Populară Ucraineană dispunea de o armată cu efective limitate și a trebuit să facă față republicii rivale cu capitala la Harkov, care primea provizii și oameni din Rusia Bolșevică.  Ca urmare, bolșevicii au cucerit relativ ușor Poltava,   Aleksandrovskul și Ekaterinoslavul până în ianuarie 1918. De asemenea, pe teritoriul Ucrainei, bolșevicii locali au creat „republici” separatiste: „Republica Sovietică Odesa”, „Republica Sovietică Donețk-Krivoi-Rog”, iar Nestor Mahno apus bazele unui entități nestatale – Teritoriul Liber și s-a aliat cu bolșevicii. Pe 9 februarie, Gărzile Roșii au intrat în Kiev, forțând evacuarea Radei Centrale la Jitomir. În acest timp, în Basarabia se amplifica mișcarea națională, care avea să ducă la proclamarea Republicii Democratice Moldovenești și la unirea cu România de pe 9 aprilie 1918. Resturile armatei ruse au trecut de partea celor două tabere aflate în conflict; bolșevicii și Rada Centrală. O excepție notabilă a fost Mihail Drozdovski, care s-a alăturat Mișcării Albe, a mărșăluit cu trupele de sub comanda sa din vest spre est prin Noua Rusie spre regiunea Donului și a zdrobit forțele lui Nestor Mahno.

## Intervenția germană din 1918 și Hetmenatul
Rada, confruntată cu primejdia înfrângerii iminente, a cerut ajutorul Puterilor Centrale, cu care se afla încă în conflict. Cele două părți au semnat Tratutul de la Brest-Litovsk (Puterile Centrale și Rusia aveau să semneze în aceiași localitate un al doilea tratat pe 3 martie). Armatele germane și austro-ungare i-au alungat pe bolșevici din Ucraina, preluând controlul asupra Kievului pe 1 martie. Peste două zile, bolșevicii au semnat Tratatul de la Brest-Litovsk, care a pus capăt în mod oficial luptelor de pe frontul de est. În acest fel, Ucraina era lăsată în sfera de influență a Germaniei. 

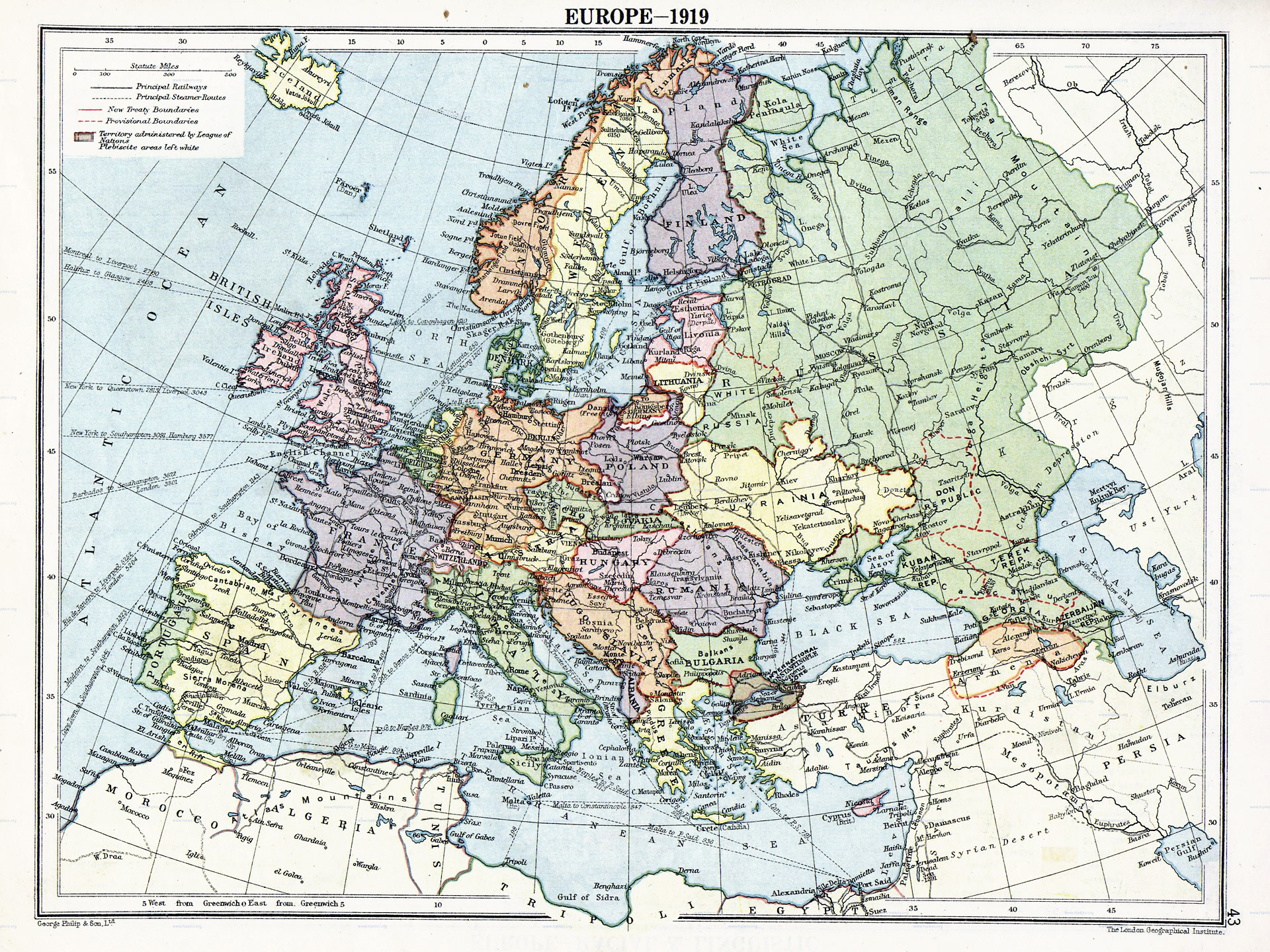
Europa după semnarea celor două tratate de la Brest Litovsk

Luptele au continuat însă în regiunile estice ale Ucrainei, unde bolșevicii locali și anarhiștii au refuzat să se subordonzeze Germaniei. Fostul general al armatei imperiale ruse Pavlo Skoropadski a dat o lovitură de stat sprijinită de germani pe 29 aprilie. El a proclamat instaurarea Hetmanatului și a schimbat o serie de hotărâri ale fostului guvern. Skoropadski a strâns legăturile cu Berlinul, dar nu a declarat război niciunei puteri din Antantă. Skoropadski a condus un regim care a oferit refugiu reprezentanților claselor sociale de mijloc și superioară, care fugeau din Rusia Bolșevică. De asemenea, el a recrutat în rândurile armatei numeroși soldați și ofițeri ai fostei armate imperiale ruse. În ciuda problemelor pe care le avea cu anarhiștii lui Mahno, Hetmenatul s-a bucurat de o pace relativă până în noiembrie 1918, când Puterile Centrale au fost înfrânte pe frontul de vest, iar toate înțelegerile pe care le semnase cu acestea și-au peirdut valoarea practică. Skoropadski a părăsit Kievul odată cu trupele germane, Hetmenatul a fost răsturnat și înlocuit cu Directoratul Ucrainei. 

## Reluarea ostilităților, 1919

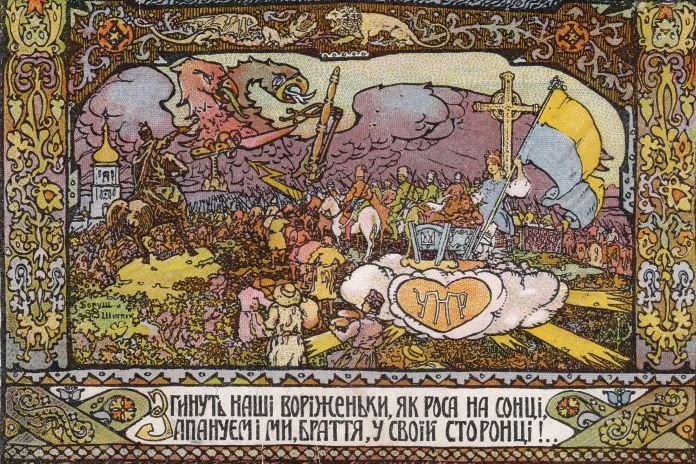
Poster ucrainean de propagandă din 1917, B. Șippih, Kiev, 1917

Aproape imediat după înfrângerea Germaniei, guvernul condus de Lenin a anulat Tratatul de la Brest-Litovsk, (pe care Lev Troțki îl caracterizase cu cuvintele „nici pace, nici război”), și a hotărât să invadeze Ucraina și alte țări din Europa Răsăriteană, care se formaseră în timpul ocupației germane. Prăbușirea alianței Puterilor Centrale a afectat și fosta provincie austro-ungară Galiția, care avea o populație poloneză și ucraineană. Ucrainenii și-au proclamat propria republică, Republica Populară a Ucrainei Apusene, în vreme ce polonezii, concentrați în principal în Lwow, s-au orientat spre statul nou înființat, A doua Republică Poloneză. Tensiunile dintre cele două state, ucrainean și polonez, au crescut treptat. Pe 22 ianuarie 1919, cele două republici ucrainene au semnat Actul Zlukî, prin care se urmărea unirea lor. Actul a avut mai degrabă o valoare simbolică, ambele guverne păstrând controlul asupra teritoriului, administrației și armatei proprii. În octombrie 1919, Republica Populară a Ucrainei Apusene a fost înfrântă de Polonia în Războiul polono-ucrainean, iar Galiția apuseană a fost anexată de învingător. Conferința de Pace de la Paris din 1919 a recunoscut dreptul Poloniei să administreze Galiția pentru 25 de ani.

Înfrângerea Germaniei a deschis accesul Aliaților la porturile Mării Negre. La mijlocul lunii decembrie 1918, o forță expediționară mixtă sub comandă franceză a debarcat la Odesa și Sevastopol, iar, după câteva luni, alte forțe aliate au debarcat la Herson și Nikolaev. Comandanții militari francezi au fost dezamăgiți în scurtă vreme de certurile interne dintre liderii anticomuniști, certuri care împiedicau o colaborare eficientă în lupta împotrva bolșevicilor. În mod special, francezii au criticat atitudinea Armatei Voluntarilor pentru atitudinea care o aveau față de populația civilă. Sentimentele puternice pe care le nutreau ucrainenii față de străini i-au convis pe ofițerii francezi că orice intervenție antibolșevică în condițiile ostilității populații civile era sortită eșecului. Forțele franceze au suferit din cauza proastei aprovizionări și a lipsei rezervelor, iar bolșevicii locali le-au silit să se retragă și să părăsească teritoriul ucrainean. 
O ofensivă rapidă și puternică a bolșevicilor le-a asigurat cucerirea controlului asupra celei mai mari părți a Ucrainei centrale și răsăritene la începutul anului 1919. Kievul a fost cucerit de bolșevici pe 5 februarie, iar guvernul sovietic ucrainean în exil a fost reinstalat în capitală pe 15 martie, iar țara a fost proclamată republică sovietică. Republica Populară Ucraineană (UNR) a dispărut practic de pe hartă, fiind redusă la o fâșie de pământ de-a lungul graniței cu Polonia. Capitala UNR s-a mutat succesiv în Vinnița, Proskurov, Kameneț-Podolski și Rivne. Republica ucraineană a fost salvată de la pieire de ofensiva  „albilor” din sudul Rusiei și din Munții Urali, care a silit Gărzile Roșii să se regrupeze. 
În primăvara anului 1919, Armata Voluntarilor comandată de Anton Denikin și Armata Donului au cucerit Ucraina centrală și estică și au cucerit poziții importante și pe alte fronturi. În iarna aceluiași an însă, situația s-a inversat și, în 1920, „roșii” recuceriseră tot teritoriul pierdut cu un an în urmă, cu excepția Crimeii. Bolșevicii l-au anihilat între timp și pe fostul lor aliat împotriva lui Denikin, Nestor Mahno.

## Implicarea Poloniei în conflict, 1920
Republica Populară Ucraineană a ales să se alieze cu un fost adversar, Polonia, pentru a asigura supraviețuirea țării. Simon Petliura a semnat în aprilie 1920 Pactul de la Varșovia, care avea ca principal obiectiv lupta împotriva bolșevicilor. La fel ca în cazul alianței precedente cu Germania, ucrainenii au fost obligați să sacrifice suveranitatea țării. Petliura a recunoscut anexarea de către Polonia a Galiției și a acceptat rolul pe care îl repartiza Ucrainei Piłsudski în proiectul său politic de dominație în Europa Răsăriteană –  „Międzymorze”. 
Imediat după semnarea alianței, forțele poloneze s-au alăturat celor ucrainene și au declanșat Operațiunea „Kiev”, prin care se urmărea recucerirea celei mai mari părți a teritoriului ucrainean, aflat în acel moment sub controlul bolșevicilor. Ofensiva a debutat cu o serie de succese, aliații reușind să intre în Kiev pe 7 mai 1920. La sfârșitul lunii mai însă, contraofensiva Armatei Roșii condusă de Mihail Tuhacevski a reușit să-i respingă forțele polono-ucrainene, alungându-le practic din Ucraina, singura regiune care nu a fost cucerită de bolșevici rămânând cea a orașului Lviv, în sudul Galiției. Soarta războiului s-a schimbat în favoarea polonezilor în august 1920, când Armata Roșie a fost învinsă la porțile Varșoviei și a fost obligată să se retragă. Forțele „albilor” de sub comanda lui Piotr Vranghel au încercat să profite de înfrângerea bolșevicilor și au lansat o nouă ofensivă în sudul Ucrainei. Înfrângerea din Polonia, ofensiva „albilor” din sud și situația economică grea i-au forțat pe bolșevici să dorească încetarea conflictului cu polonezii. 

## Încheierea ostilităților, 1921
Pe 12 octombrie, delegația sovietică a semnat un armistițiu cu Polonia și a început tratativele de pace. Între timp, forțele lui Petliura, cu efective de aproximativ 23.000 de luptători, care controlau teritoriul ucrainean de la granița cu Polonia, plănuiseră o ofensivă pentru 11 noiembrie, dar au fost atacați de Armata Roșie pe 10 noiembrie. După o serie de lupte, forțele ucrainene au fost alungate până 21 noiembrie de pe teritoriul care îl controlau, fiind obligate să se refugieze pe teritoriul polonez. Pe 18 martie 1921, Polonia, Ucraina și Rusia au semant la Riga un tratat de pace.  Acest tratat punea efectiv capăt obligațiilor pe care și le asumase Polonia în cadrul alianței cu Republica Populară Ucraineană. Rusia Sovietică recunoștea prin acest tratat controlul Poloniei asupra Galiției (Halychyna) și Ucrainei apusene, în vreme ce Polonia recunoștea existența Ucrainei Sovietice în regiunile centrale, sudice și răsăritene ale Ucrainei. 
După ce au semnat pacea pe frontul polonez, bolșevicii și-au îndreptat imediat atenția împotriva Mișcării Albe. După o ultimă bătălie de amploare în Istmul Perekop, Armata Roșie a cucerit Crimeea. Wrangel și-a evacuat armata la Constantinopole în noiembrie. 
Directoratul ucrainean a păstrat controlul asupra unui număr de unități militare. În octombrie 1921, aceste forțe au lansat o serie de raiduri de gherilă, reușind să întreprindă acțiuni militare până în regiunea Kiev. Pe 4 noiembrie, forțele ucrainene de gherilă au cucerit Korosten, unde au capturat o mare cantitate de provizii, arme și muniție. Pe 17 noiembrie însă, aceste forțe au fost încercuite de cavaleria bolșevică și au fost anihilate definitiv. 

## Urmări
În 1922, Războiul Civil Rus s-a încheiat și în Orientul Îndepărtat, iar comuniștii au proclamat înființarea Uniunii Republicilor Sovietice Socialiste, ca un stat federal al Rusiei, Ucrainei, Belarusului și Transcaucaziei. Guvernul sovietic ucrainean era lipsit de puteri reale în fața aparatului birocratic centralizat al Partidului Comunist al URSS de la Moscova. Ucraina a beneficiat la început în noul stat federal de un statu privilegiat de stat fondator, autoritățile de la Kiev fiind încurajate să inițieze un vast program de „indigenizare” și ucrainizare.  În deceniul al patrulea, după venirea la putere a lui I. V. Stalin, a avut loc în Ucraina o foamete de amploare catastrofală, Holodomorul, care a dus moartea a mai multor milioane de oameni în republică. 
Regiunile Ucrainei afalte sub stăpânirea Poloniei au avut parte de o soartă diferită. Aceste regiuni nu au fost afectate de foamete, dar s-au bucurat de o autonomie politică și culturală redusă. 
La sfârșitul deceniului al patrulea s-au produs o serie de modificări minore ale granițelor RSS Ucraineană. 
Statutul politic al Ucrainei a rămas neschimbat până la semnarea Pactului Ribbentrop-Molotov dintre URSS și Germania Nazistă din august 1939. Prin semnarea acestui pact, Uniunea Sovietică a ocupat Volînia și Galiția și le-a trecut în administrația RSS Ucrainene. În iunie 1941, Germania și aliații săi din Puterile Axei au invadat Uniunea Sovietică în cadrul Operațiunii Barbarossa și au cucerit Ucraina în cursul primului an de război. După încheierea luptelor celui de-al Doilea Război Mondial, Ucraina sovietică, care a avut o contribuție majoră la victoria URSS-ului, a incorporat și teritoriul Transcarpatiei. De asemenea, o serie de teritorii care aparținuseră Poloniei în perioada interbelică au intrat în componența Ucrainei sovietice. Ultimul teritoriu trecut sub administrația Kievului a fost Crimeea, transferată din componența RSFS Ruse în aceea a RSS Ucrainene în 1954, la inițiativa premierului  Hrușciov.